# 榃滨河
榃滨河，位于中国广东省罗定市西北部，是罗定江左岸支流，发源于罗定市西北部的大塘洼（大塘凹），南流至三义转东流，经榃滨镇，至罗定市区西郊，附城街道的河仔口汇入罗定江。干流长46千米，平均比降3.02‰，流域面积307平方千米。